# Caloptilia megalotis
Caloptilia megalotis är en fjärilsart som först beskrevs av Edward Meyrick 1908.  Caloptilia megalotis ingår i släktet Caloptilia och familjen styltmalar. Inga underarter finns listade i Catalogue of Life.